# Leuchtkaninchen
Bei dem Leuchtkaninchen (englisch zumeist als GFP Bunny bezeichnet) handelt es sich um eine Aktion des brasilianischen Künstlers Eduardo Kac.
Kac hatte die Züchtung eines fluoreszierenden Tieres 1999 auf der Ars Electronica angekündigt, dabei allerdings noch von einem Hund als Versuchstier gesprochen. Die Fluoreszenz sollte dadurch erreicht werden, dass in das Erbgut des Tieres das grün-fluoreszierende Protein der Qualle Aequorea victoria eingebaut wird.
Nach Rücksprache mit einem französischen Kurator entschied Kac, den Versuch an einem Kaninchen auszuführen, und setzte sich mit Louis-Marie Houdebine vom Pariser Institut National de la Recherche en Agronomie in Verbindung. Houdebine willigte in das Experiment ein, das auf einer 2000 stattfindenden Kunstausstellung in Avignon präsentiert werden sollte. Noch vor der Ausstellungseröffnung wurden eine weitere Beteiligung und eine Übergabe eines Kaninchens an den Künstler jedoch durch den damaligen Direktor des Instituts, Paul Vial, unterbunden.  Zu diesem Zeitpunkt hatte Houdebine bereits mehrere Kaninchen mit dem Gen für das fluoreszierende Protein gezüchtet, darunter das von Kac auf den Namen „Alba“ getaufte Tier. Laut Houdebines späterer Aussage war dieses Kaninchen jedoch nicht explizit für Kac gezüchtet worden, sondern ein Teil einer Forschungsserie, in der das GFP-Gen lediglich zur Kenntlichmachung anderer Sachverhalte benutzt wurde.
Das Projekt hatte mittlerweile ein großes Medienecho hervorgerufen, das jenseits des Kunst- und Wissenschaftspublikums aufgenommen wurde. Kac initiierte daraufhin unter dem Titel Free Alba eine Aktion zur Befreiung des Kaninchens, die zwar erfolglos blieb, aber mit Plakataktionen und weiteren Kunstarbeiten den Mythos nährte (die kanadische Schriftstellerin Margaret Atwood erwähnte beispielsweise ausgewilderte GFP-Kaninchen als Nachfahren eines Experiments in ihrem Science-Fiction-Roman Oryx und Crake). Houdebine meldete 2002 den Tod des Tieres; der Tod sei dabei nicht durch die genetische Manipulation verursacht, sondern sei in die übliche vierjährige Lebensspanne der Labortiere gefallen. Das Alter würde in diesem Fall nicht mit Eduardo Kac' Aussage übereinstimmen, der weiterhin behauptet, das Kaninchen sei erst 2000 und ausschließlich für sein Kunstprojekt gezüchtet worden. Kac bezeichnete Houdebines Aussage als ein Ablenkungsmanöver, das das Institut vor weiterer Medienaufmerksamkeit schützen solle. Houdebine hingegen wirft Kac vor, Daten über die nur unter Laborbedingungen sichtbare Färbung des Kaninchens überhöht und unabgesprochen publiziert zu haben („The scientific fact is that the rabbit is not green […] He should have never published that. This was very disagreeable for me.“)
2001 stellte Kac in Phönix (Arizona) das transgene Kunstwerk »The Eighth Day« im Rahmen einer großen Licht- und Computershow vor. Ein ganzes Ökosystem fluoreszierender Tiere und Pflanzen eröffnete sich dem Besucher. Die Vorbereitung dieses Gesamtkunstwerks erforderte zwei Jahre. Der Titel verweist auf das Rahmenkonzept der Arbeit: Gott schuf die Welt in sechs Tagen, und nun ist es der Mensch, der am achten Tage die Welt nach seinen Vorgaben entstehen lässt.

## Populärkultur
In dem Animationsfilm „Die Schlümpfe – Das verlorene Dorf“ stoßen Clumsy, Hefty, Schlaubi und Schlumpfine im Verbotenen Wald auf Kaninchen, die im Dunkeln leuchten.
In der Serie Sherlock gibt es in der zweiten Staffel die Folge „Die Hunde von Baskerville“. Dort hat eine der Wissenschaftlerinnen das Kaninchen der Tochter ebenfalls genetisch manipuliert, wodurch es leuchtet.